# Triggianello
Triggianello is een plaats (frazione) in de Italiaanse gemeente Conversano.